# Vanguardismo (marxismo)
En teoría leninista, el vanguardismo es una estrategia mediante la cual los sectores más conscientes y políticamente avanzados del proletariado o la clase trabajadora, descritos como la vanguardia revolucionaria, forman organizaciones para atraer a sectores más amplios de la clase trabajadora hacia la política revolucionaria y sirven como manifestaciones del poder político proletario contra la burguesía.

## Orígenes del concepto
Vladímir Lenin popularizó el vanguardismo político como lo conceptualizó Karl Kautsky, detallando sus pensamientos en una de sus primeras obras, ¿Qué hacer?, Lenin argumentó que la complejidad del marxismo y la hostilidad de la clase dominante (el Estado autocrático y semi-feudal del Imperio ruso) requería un grupo muy unido de individuos extraídos de la vanguardia de la clase trabajadora para salvaguardar la ideología revolucionaria dentro de las circunstancias particulares presentadas por el régimen zarista de entonces. Mientras Lenin deseaba una organización revolucionaria similar al Partido Socialdemócrata de Alemania contemporáneo, que estuviera abierto al público y tuviera una organización más democrática, la autocracia rusa lo impidió.
Los leninistas sostienen que el partido de vanguardia ideal de Lenin sería uno en el que la afiliación esté completamente abierta: «Se considera miembro del partido todo el que acepta los principios de su programa y ayuda al partido en la medida de sus fuerzas». Este partido podría, en teoría, ser completamente transparente: «[T]oda la liza política está abierta para todos, igual que la rampa del escenario para el público de un teatro». Un partido en el que se implemente la democracia a tal punto que «[e]l control general (en el sentido literal de la palabra) de cada uno de los pasos del afiliado al partido, a lo largo de su carrera política, crea un mecanismo de acción automática que tiene por resultado lo que en Biología se llama “supervivencia de los mejor adaptados”». Este partido estaría completamente abierto al público mientras lleva a cabo su empresa, que consistiría principalmente en educar al proletariado para eliminar la falsa conciencia que se les ha inculcado.

[N]uestra misión no consiste en propugnar que se rebaje al revolucionario al nivel del militante primitivo, sino en elevar a este último al nivel del revolucionario.

Si el partido tiene éxito en este objetivo, en vísperas de la revolución, una masa crítica de la población de la clase trabajadora estaría preparada para impulsar la transformación de la sociedad. Además, un gran número de ellos, es decir, sus miembros más dedicados, pertenecerían a los cuadros del partido como revolucionarios profesionales y serían elegidos para ocupar puestos de liderazgo por los miembros del partido de masas. Así, la organización incluiría rápidamente a toda la clase trabajadora.
Una vez que el proletariado ganara conciencia de clase y así estuviera preparado para rebelarse contra las clases dominantes, el partido de vanguardia tendría otro propósito. El partido coordinaría al proletariado a través de su revolución actuando como una especie de centro de mando militar. Esta es, según los leninistas, una función vital, ya que las revoluciones de masas a veces pueden ser fácilmente aplastadas por los militares disciplinados de las clases dominantes. Las vanguardias servirían como comandantes de la revuelta, elegidos para sus cargos por «selección natural democrática».[cita requerida]
En opinión de Lenin, después de la revolución, la clase trabajadora implementaría la dictadura del proletariado para gobernar el nuevo Estado obrero a través de la primera fase del comunismo, el socialismo. Aquí se puede decir que la vanguardia desaparece, pues toda la sociedad ahora está formada por revolucionarios.

## Partido político
Un partido de vanguardia es un partido político al frente de un movimiento político de acción de masas y de una revolución. En la praxis de la ciencia política, el concepto de partido de vanguardia, compuesto por revolucionarios profesionales, fue aplicado por primera vez por el Partido Comunista (bolchevique) en la Revolución rusa de 1917. Lenin, el primer líder de los bolcheviques, acuñó el término «partido de vanguardia» y argumentó que tal partido era necesario para proporcionar la dirección práctica y política que impulsaría al proletariado a lograr una revolución comunista. Por tanto, como concepto y término de ciencia política, el partido de vanguardia se asocia con mayor frecuencia con el leninismo; sin embargo, conceptos similares (con diferentes nombres) también están presentes en otras ideologías revolucionarias.
Friedrich Engels y Karl Marx presentaron el concepto de partido de vanguardia como el único calificado para liderar políticamente al proletariado en la revolución; en el segundo capítulo del Manifiesto Comunista (1848), «Proletarios y comunistas», dijeron:

Los comunistas son, pues, prácticamente, la parte más decidida, el acicate siempre en tensión de todos los partidos obreros del mundo; teóricamente, llevan de ventaja a las grandes masas del proletariado su clara visión de las condiciones, los derroteros y los resultados generales a que ha de abocar el movimiento proletario. El objetivo inmediato de los comunistas es idéntico al que persiguen los demás partidos proletarios en general: formar la conciencia de clase del proletariado, derrocar el régimen de la burguesía, llevar al proletariado a la conquista del Poder.

Según Lenin, el propósito del partido de vanguardia es instaurar una dictadura del proletariado; una regla de la clase trabajadora. El cambio de clase dominante, de la burguesía al proletariado, posibilita el pleno desarrollo del socialismo. En la Rusia de principios del siglo XX, Lenin argumentó que el partido de vanguardia lideraría la revolución para deponer al gobierno zarista en ejercicio y transferir el poder del gobierno a la clase trabajadora. En ¿Qué hacer? (1902), Lenin dijo que un partido revolucionario de vanguardia, en su mayoría reclutado de la clase obrera, debía liderar la campaña política, porque era la única forma en que el proletariado podía lograr una revolución con éxito; a diferencia de la campaña economista de lucha sindical defendida por otros partidos políticos socialistas y más tarde por los anarcosindicalistas. Como Marx, Lenin distinguió entre los dos aspectos de una revolución: la campaña económica (huelgas laborales para aumentar los salarios y concesiones laborales), que presentaba un liderazgo plural difuso, y la campaña política (cambios socialistas en la sociedad), que contó con la dirección revolucionaria decisiva del partido de vanguardia bolchevique.

### Marxismo-leninismo
Mientras examinaba el medio europeo a finales de la década de 1890, Lenin encontró varios problemas teóricos con el marxismo de finales del siglo XIX. Contrariamente a lo que había predicho Marx, el capitalismo se había fortalecido en el último tercio del siglo XIX. En Europa Occidental, la clase trabajadora se había vuelto más pobre, en lugar de convertirse en gente pensante políticamente progresista; los trabajadores y sus sindicatos, aunque habían continuado luchando por mejores salarios y condiciones de trabajo, no habían logrado desarrollar una conciencia de clase revolucionaria, como predijo Marx. Para explicar esa falta de conciencia, Lenin dijo que la división del trabajo en una sociedad capitalista burguesa impedía el surgimiento de una conciencia de clase proletaria debido a las jornadas de trabajo de diez a doce horas que los trabajadores pasaban en las fábricas y, por lo tanto, no tenían tiempo para aprender y aplicar las complejidades filosóficas de la teoría marxista. Finalmente, al intentar llevar a cabo una revolución en la Rusia imperial zarista (1721-1917), Lenin se enfrentó al problema de un régimen autocrático que había prohibido casi toda la actividad política.
La autocracia zarista impuso una prohibición de las ideas políticas hasta que se produjo la Revolución rusa de 1905, tras la cual el zar Nicolás II (que gobernó entre 1894 y 1917) se vio forzado a decretar, en agosto de 1905, la creación de la Duma Imperial de Rusia y emitir, en octubre de 1905, el Manifiesto de Octubre que fue el precursor de la primera constitución de Rusia, la Constitución rusa de 1906. Anteriormente, la policía secreta zarista, la Ojrana, había suprimido todos los grupos políticos que buscaban relaciones sociales y cambios políticos, incluidos aquellos con un programa democrático.
Para contrarrestar tales condiciones políticas, Lenin dijo que era necesaria una organización revolucionaria profesional para organizar y conducir a los trabajadores más conscientes hacia un movimiento políticamente coherente. Sobre la lucha de clases rusa, contra la corriente «economicista» de los partidos socialistas (quienes propusieron que la clase trabajadora desarrollaría una conciencia revolucionaria a partir de exigir únicamente mejoras económicas), Lenin dijo que «la historia de todos los países confirma el hecho de que, únicamente a través de sus propios poderes, la clase obrera sólo puede desarrollar una conciencia sindical»; y que bajo un liderazgo sindical reformista, la clase trabajadora sólo podía participar en rebeliones locales espontáneas para mejorar su posición política dentro del sistema capitalista, y que la conciencia revolucionaria se desarrolló de manera desigual. No obstante, optimista sobre la capacidad de la clase trabajadora para desarrollar una conciencia de clase revolucionaria, Lenin dijo que el elemento que faltaba para escalar la lucha de clases hacia la revolución era una organización política que pudiera relacionarse con el radicalismo de la vanguardia política de la clase trabajadora, que luego atraería muchos trabajadores de las políticas intermedias de los líderes reformistas de los sindicatos.
A menudo se cree que Lenin pensó que los portadores de la conciencia de clase eran los intelectuales comunes que hicieron de su vocación conspirar contra el sistema capitalista, educar al público en la teoría revolucionaria y preparar a los trabajadores para la revolución proletaria y la dictadura del proletariado que seguirían. Sin embargo, a diferencia de sus rivales mencheviques, Lenin se distinguió por su hostilidad hacia la intelectualidad burguesa y fue criticado habitualmente por depositar demasiada confianza en la capacidad intelectual de la clase trabajadora para transformar la sociedad a través de sus propias luchas políticas.[cita requerida]
Como otras organizaciones políticas que buscaban cambiar la sociedad imperial rusa, el Partido Bolchevique de Lenin recurrió a la conspiración y actuó en la clandestinidad política. Contra la represión zarista, Lenin defendió la necesidad de limitar la membresía a personas que estuvieran capacitadas profesionalmente para combatir a la policía secreta de Ojrana; sin embargo, en su esencia, el Partido Bolchevique era una organización excepcionalmente flexible que adaptó pragmáticamente la política a las situaciones políticas cambiantes. Después de la Revolución de 1905, Lenin propuso que el Partido Bolchevique «abriera sus puertas» a la clase trabajadora militante, que se estaba convirtiendo rápidamente en radicales políticos, para que el Partido se convirtiera en un partido político de acción de masas con raíces genuinas en el movimiento de la clase trabajadora.
La noción de «vanguardia», tal como la usaba Lenin antes de 1917, no implicaba necesariamente un gobierno de partido único. Lenin consideraba a los socialdemócratas (bolcheviques) los elementos principales de una lucha democrática multiclasista (y multipartidista) contra el zarismo. Incluso después de la Revolución de Octubre, los bolcheviques (ahora rebautizados como Partido Comunista) operaban en los sóviets, sindicatos y otras organizaciones de masas de la clase trabajadora en un entorno con otros partidos revolucionarios, como mencheviques, socialrevolucionarios y anarcocomunistas y los sóviets locales a menudo elegían mayorías no bolcheviques. En este contexto, Lenin consideraba a los bolcheviques la vanguardia en la medida en que eran los defensores más consecuentes del poder soviético (al que consideraba la dictadura del proletariado o «Estado-Comuna»). Sin embargo, esta situación cambió drásticamente durante la Guerra civil rusa y el colapso económico, que diezmó a la clase trabajadora y sus instituciones independientes, y vio el desarrollo de conflictos irreconciliables entre los bolcheviques y otros partidos de izquierda rusos. En el décimo Congreso del Partido Comunista Ruso (Bolchevique) en 1921, el Partido hizo la realidad de facto de jure al prohibir los partidos de oposición y formalizar el gobierno de un solo partido.
Así, los bolcheviques utilizaron el concepto de partido de vanguardia para justificar su represión de otros partidos. Tomaron la línea de que, como eran la vanguardia del proletariado, su derecho a gobernar no podía ser cuestionado legítimamente. Por tanto, no podía permitirse la existencia de partidos de oposición. A partir de 1936, las constituciones estatales de inspiración comunista, como la Constitución de la Unión Soviética de 1936, consagraron este concepto al otorgar a los partidos comunistas un «papel de liderazgo» en la sociedad, una disposición que se interpretó para prohibir por completo a otros partidos o forzarlos a aceptar el derecho garantizado de los comunistas a gobernar como condición de poder existir.
En el siglo XX, el Partido Comunista de la Unión Soviética (PCUS) continuó considerándose a sí mismo como la institucionalización de la conciencia política marxista-leninista en la Unión Soviética; ahí radicaba la justificación de su control político de la sociedad soviética. El artículo 6 de la Constitución de la Unión Soviética de 1977 se refiere al PCUS como «la fuerza principal y rectora de la sociedad soviética, y el núcleo de su sistema político, de todas las organizaciones estatales y públicas». En 1989, tras acalorados debates, este artículo fue suprimido de la Constitución durante la celebración del 2.º Congreso de los Diputados del Pueblo de la Unión Soviética. Hasta ese momento, el PCUS, precisamente por ser portador de la ideología marxista-leninista, determinó el desarrollo general de la sociedad, dirigió la política interior y exterior e «imparte un carácter planificado, sistemático y teóricamente fundamentado» a la lucha del pueblo soviético por la victoria del comunismo.
No obstante, el papel político del partido de vanguardia, tal como lo describe Lenin, se disputa entre el movimiento comunista contemporáneo. El contemporáneo de Lenin en el Partido Bolchevique, León Trotski, desarrolló y estableció aún más el partido de vanguardia con la creación de la Cuarta Internacional. Trotski, que creía en la revolución permanente, propuso que un partido de vanguardia debía ser un partido político internacional que organizara a los activistas más militantes de las clases trabajadoras de los países del mundo.